# Проопиомеланокортин
Проопиомеланокортин (ПОМК, кортикотропин-подобный иммунный пептид) — прогормон, сложный полипептид, синтезируемый кортикотропными клетками передней доли гипофиза и меланотропными клетками средней доли гипофиза и состоящий из 241 аминокислоты.
Сам ПОМК не обладает гормонально активными свойствами. Гормонально активными являются продукты его расщепления специфическими эндопептидазами. При этом существует три различных пути расщепления ПОМК, дающих три различных семейства метаболитов, в зависимости от мест расщепления молекулы, что определяется воздействием специфических эндопептидаз.
В зависимости от места синтеза (передняя либо средняя доля гипофиза) и от конкретных стимулов ПОМК подвергается следующим преобразованиям:
- в кортикотропах передней доли гипофиза при стимуляции кортикотропин-рилизинг-гормоном синтезируются эндопептидазы, расщепляющие ПОМК на адренокортикотропный гормон и бета-липотропный гормон.

- в меланотропах средней доли гипофиза при стимуляции дофамином производятся эндопептидазы, расщепляющие ПОМК на альфа-меланоцитстимулирующий гормон, бета-эндорфин и гамма-липотропный гормон.

- в меланотропах средней доли гипофиза производятся также эндопептидазы, расщепляющие ПОМК на гамма-меланоцитстимулирующий гормон и мет-энкефалин.

Все продукты расщепления ПОМК производятся в эквимолярных количествах и секретируются в кровь одновременно. Таким образом, невозможно увеличение секреции адренокортикотропного гормона без сопутствующего увеличения секреции бета-липотропного гормона. И наоборот, невозможно увеличение секреции бета-липотропного гормона без сопутствующего увеличения секреции кортикотропина.
Этот факт используется в медицинской диагностике для того, чтобы по уровню бета-липотропного гормона, как более биологически долгоживущего из продуктов расщепления ПОМК по первому пути, оценивать интегральную, за сутки, адренокортикотропную функцию гипофиза. Прямое измерение уровня адренокортикотропного гормона в крови мало что даёт для оценки адренокортикотропной функции гипофиза, поскольку адренокортикотропный гормон обладает очень малым периодом полураспада в плазме крови, и его уровень может резко и значительно колебаться даже от такого незначительного стресса, как введение иглы в вену для взятия крови.

## Заболевания
Мутации гена POMC приводят к редкой недостаточности проопиомеланокортина (OMIM 609734).